# Brachythecium mieheanum
Brachythecium mieheanum là một loài rêu trong họ Brachytheciaceae. Loài này được Ochyra mô tả khoa học đầu tiên năm 1990.